# Aloszkin (obwód wołgogradzki)
Aloszkin (ros. Алёшкин) – chutor w Rosji, w obwodzie wołgogradzkim, w rejonie czernyszkowskim. W 2010 liczył 442 mieszkańców.